# Sudhir Naik
Sudhir Sakharam Naik (* 21. Februar 1945 in Bombay, Britisch-Indien; † 5. April 2023 in Mumbai, Indien) war ein indischer Cricketspieler, der 1974 für die indische Nationalmannschaft spielte.

## Aktive Karriere
Naik begann seine First-Class-Karriere in der Saison 1966/67 für Bombay. Als in der Ranji Trophy 1970/71 mit Sunil Gavaskar, Ajit Wadekar und Dilip Sardesai auf Grund einer Tour in den West Indies fehlten, führte er das Team als Kapitän unerwartet zum Titel. Als die Spieler wieder zurück waren, wurde er jedoch zunächst aus dem Team gestrichen. Er arbeitete sich jedoch zurück und erzielte in der Ranji Trophy 1973/74 gegen Baroda ein Double-Century über 200* Runs. So erhielt im Sommer 1974 bei der Tour in England seine Chance im Nationalteam. Während der Tour wurde er angezeigt, da er in einem Londoner Geschäft Socken geklaut haben soll. Im letzten Test der Serie in Edgbaston gab er sein Debüt und konnte dort im zweiten Innings ein Fifty über 77 Runs erreichen. Auch gab er auf der Tour sein ODI-Debüt und absolvierte dabei die beiden einzigen Spiele seiner Karriere. Im Dezember wurde er noch einmal ins Nationalteam berufen und bestritt dabei zwei Tests gegen die West Indies und erreichte dabei im ersten 48 Runs. Da er jedoch ansonsten nicht überzeugen konnte, war dieses sein letzter Einsatz im Team. Für Bombay spielte er noch bis zur Saison 1977/78. 

## Nach der aktiven Karriere
Nach seiner Karriere blieb er weiterhin dem Cricket verbunden. Er arbeitete als Cricket-Administrator und als Coach, unter anderem beim National Cricket Club in Mumbai. Später war er als Kurator im Wankhede Stadium in Mumbai unter anderem verantwortlich für den Pitch im Finale des Cricket World Cup 2011. Im April 2023 verstarb er dann nach kurzer Krankheit.